# Koon Wai Chee
Koon Wai Chee przydomek Louisa (chiń. 官惠慈; ur. 26 lipca 1980 w Hongkongu) – zawodniczka badmintona z Hongkongu.
Dwukrotnie brała udział w olimpiadzie. W igrzyskach w Sydney w grze pojedynczej, grze podwójnej kobiet i w mikście, oraz w Atenach.